# Podhorie (district de Žilina)
Pour les articles homonymes, voir Podhorie.
Podhorie (en hongrois : Zsolnaerdőd) est une commune de la région de Žilina, en Slovaquie.

## Histoire
La première mention écrite du village date de 1393.

## Démographie

### Évolution de la population
| Année:               | 1994. | 2004.   | 2014.    | 2024.    |
| -------------------- | ----- | ------- | -------- | -------- |
| Nombre de personnes: | 737   | 761     | 860      | 1093     |
| Différence:          |       | +3,25 % | +13,00 % | +27,09 % |

| Année:               | 2023. | 2024.   |
| -------------------- | ----- | ------- |
| Nombre de personnes: | 1060  | 1093    |
| Différence:          |       | +3,11 % |